# 자이두 사누시
자이두 사누시(영어: Zaidu Sanusi, 1997년 6월 13일 ~ )는 나이지리아의 축구 선수로, 현재 프리메이라리가 클럽 포르투와 나이지리아 국가대표팀에서 레프트백으로 활약하고 있다.
그는 포르투갈에서 시니어 경력을 보내면서, 산타클라라와 포르투에서 프리메이라리가를 뛰었고, 2022년에는 타사 드 포르투갈에서 리그 우승과 포르투갈 더블 우승을 거두었다.
사누시는 2020년 나이지리아 국가대표팀에 데뷔했으며, 2021년과 2023년 아프리카 네이션스컵에 출전했다.

## 구단 경력

### 포르투
2020년 8월 30일, 사누시는 FC 포르투와 5년 계약을 맺었다. 11월 25일, 그는 첫 골을 기록했고, UEFA 챔피언스리그 조별 리그인 올랭피크 드 마르세유 전에서 2-1 승리를 거두며 토너먼트의 이 주의 팀에 이름을 올렸다. 그는 12월 23일, SL 벤피카와의 수페르타사 칸디두 드 올리베이라 전에서 2-0으로 완패한 경기에서 생애 첫 우승컵을 들어올렸고, 41번의 경기에 출전해 4-3으로 이긴 CD 톤델라와의 리그 경기에서 득점을 기록했다.
사누시는 웬데우와 계약했음에도 불구하고 2021-22 시즌에 주전 자리를 지켰고, 2022년 5월 7일 벤피카와의 오클라시코 경기에서 93분에 골을 넣어 클럽의 30번째 리그 우승을 확정지었다. 보름 후, 그는 타사 드 포르투갈 결승전에 선발 출전해 톤델라를 3-1로 물리치고 결승전을 마쳤다.
2022-23 시즌, 사누시는 브라질 선수와 주전 자리를 놓고 다투었다. 그는 11월 1일 아틀레티코 마드리드와의 챔피언스리그 조별 리그 경기에서 근육 부상을 당했고, 2월까지 돌아오지 않았다.

## 국가대표팀 경력
사누시는 2020년 10월 9일, 클라겐푸르트에서 열린 알제리와의 친선 경기에서 나이지리아 국가대표팀 데뷔 전을 치렀다. 그는 다음 달 시에라리온과의 2021년 아프리카 네이션스컵 예선 홈경기에서 4-4로 비긴 뒤 첫 공식 경기에 출전했다. 카메룬에서 열린 결승전에서, 팀은 튀니지와의 16강전에서 탈락했다. 어거스틴 에구아보엔 감독은 사누시와 라이트백 올라 아이나에게 10명의 선수들과 함께 패하기 전에 공격하지 말라고 지시하여 비난을 받았다.